# Thurso
Thurso (en gaèlic escocès Inbhir Theòrsa, en scots Thursa) és un poble al nord d'Escòcia (Regne Unit). Amb una economia destinada principalment al turisme i a la pesca, té l'estació de tren més al nord de l'illa de Gran Bretanya.

## Etimologia[5]
El nom més antic trobat per referir-se a la ciutat és Tarvodubron, que en cèltic significa aigua de bou. La traducció en nòric d'aquest nom, Thjorsá, probablement derivà en Thorsá (riu de Thor) per la influència d'altres topònims veïns que també feien referència al déu nòrdic Thor. D'aquest nom en sorgiren els topònims en anglès, gaèlic escocès i scots. En cèltic antic la ciutat també era coneguda com a Tarvodunum (fortalesa del bou).

## Fills il·lustres
- Andrew Geddes Bain, geòleg, enginyer de camins, paleontòleg i explorador.
- Ann Henderson, escultora.
- William David Ross, filòsof.
- Arthur St. Clair, militar i polític.